# أتسوبيتسو-كو (سابورو)
أتسوبيتسو-كو (باليابانية: 厚別区) هو حي في اليابان، يقع في سابورو، بلغ عدد سكانه 127,693  نسمة وذلك حسب إحصائيات سنة 2018، تبلغ مساحته 24.38 كيلومتر مربع.